# Orlando Cristoforetti
Orlando Cristoforetti (Avio, 22 aprile 1940 – Verona, 28 luglio 2022) è stato un liutista italiano.

## Biografia
Orlando Cristoforetti nacque ad Avio e sviluppò un interesse per la musica durante l’infanzia. Da giovane studiò chitarra con Carmen Lenzi Mozzani a Rovereto e si avvicinò al liuto, approfondendo lo studio dello strumento da autodidatta. Negli anni '60 partecipò a seminari di musica antica a Bassano del Grappa, dove entrò in contatto con gli eredi del musicologo Oscar Chilesotti, noto per aver trascritto musiche per liuto negli anni '30.
All'inizio degli anni '60, lavorò presso Casa Ricordi a Milano. Qui ebbe accesso a una collezione di spartiti e conobbe il musicologo Benvenuto Disertori. Successivamente abbandonò questo impiego per dedicarsi interamente al liuto. Dalla metà degli anni '60, si esibì come liutista in concerti solistici e collaborazioni cameristiche. Nel 1968 partecipò a una tournée negli Stati Uniti e in Canada con la Piccola Camerata di Ferrara, un ensemble di musica antica diretto da Elio Peruzzi e composto da musicisti come Romano Santi, Giovanni Adamo ed Enrica Omizzolo. Nel 1969 tenne concerti nei castelli del Trentino. Nel 1970 eseguì a Venezia RARA di Sylvano Bussotti, una composizione per chitarra caratterizzata da una notazione grafica non convenzionale. Negli anni '70 collaborò con Claudio Scimone e I Solisti Veneti, registrando il Concerto in Re minore RV 540 di Antonio Vivaldi per la RAI a Palazzo Balbi, sede della RAI del Veneto. Si esibì anche in altri paesi europei, tra cui Jugoslavia, Germania e Francia.
Nel 1975 una malattia interruppe la sua attività concertistica e discografica. Si dedicò quindi alla ricerca, allo studio e all'insegnamento.
Cristoforetti collaborò con liutai come Ricardo Brané e Michael Lowe per la costruzione di liuti basati su modelli storici, studiando strumenti conservati in musei come il Kunsthistorisches Museum di Norimberga e il Museo del Castello Sforzesco di Milano. Dal 1976 curò una collana di 15 volumi in facsimile di musiche per liuto per la casa editrice SPES di Firenze. SPES - Editoria musicale, su CeDoMus Toscana. URL consultato il 24 febbraio 2025. Pubblicò trascrizioni di opere per liuto di Vincenzo Galilei, Valentin Bakfark, Guillaume Howet e John Dowland con Suvini Zerboni negli anni ’70. Le sue pubblicazioni sono conservate in biblioteche internazionali, tra cui quella dell'Università di Edimburgo. Pubblicazioni di Orlando Cristoforetti, su University of Edinburgh – Library Discovery. URL consultato il 10 aprile 2025. Fu coinvolto nello sviluppo di una produzione italiana di corde storiche, collaborando con l’ex allievo Mimmo Peruffo.
Nel 1969 Cristoforetti fu nominato docente di liuto presso la Scuola Civica Musicale di Verona, poi Conservatorio "E.F. Dall’Abaco", Orlando Cristoforetti, su CIDIM - Comitato Nazionale Italiano Musica. URL consultato il 24 febbraio 2025. su proposta del direttore Lazlo Spezzaferri. Quest’ultimo aveva voluto istituire un piccolo nucleo di cattedre di musica antica: liuto, viola da gamba e clavicembalo. Tra queste, quella di liuto fu la prima in Italia. Cristoforetti mantenne l’incarico fino al pensionamento alla fine degli anni 2000. Sviluppò un curriculum decennale per lo studio del liuto, che fu adottato dal Ministero dell’Istruzione. Nel 1985 ottenne il riconoscimento dei diplomi dei corsi di musica antica come equipollenti a quelli ordinari, consentendo agli studenti di accedere a incarichi nei conservatori italiani.
Nell’estate del 1976 e 1977, tenne seminari di liuto nel castello di Gargonza (AR), nell’ambito di un evento dedicato alla musica antica. Partecipò inoltre ad altre iniziative a Castiglione Fiorentino, con conferenze e corsi di specializzazione.
Alla sua scuola si formarono allievi italiani e stranieri che hanno proseguito carriere nel campo della musica antica. Tra questi:
- Francesca Torelli, docente di liuto al Conservatorio Giuseppe Verdi di Milano, attiva come concertista e insegnante anche a livello internazionale.
- Terrell Stone, liutista statunitense diplomato a Verona con Cristoforetti, ha insegnato nei conservatori di Vicenza, Roma (Santa Cecilia) e Bari, ed è autore di diverse registrazioni e concerti.
- Dinko Fabris, musicologo con numerose pubblicazioni, ha fatto parte di associazioni di musica antica e di studi sul liuto in Italia e all'estero.
- Stefano Mengozzi, liutista e musicologo, è professore associato di musicologia presso l’Università del Michigan (Ann Arbor, Stati Uniti). Dopo il diploma con Cristoforetti ha ottenuto una borsa di studio per proseguire gli studi negli Stati Uniti.

Nel novembre 2022, la rivista Il Liuto della Società del Liuto ha pubblicato un articolo commemorativo a firma di Francesca Torelli. Francesca Torelli, In ricordo di Orlando Cristoforetti (PDF), su Il Liuto – Rivista della Società del Liuto, novembre 2022. URL consultato il 10 aprile 2025.
Morì a Verona nel 2022 all'età di 82 anni.
Dopo la sua morte, il Conservatorio "E.F. Dall’Abaco" di Verona gli ha intitolato l’aula nella quale insegnò per quarant’anni e dove ancora si svolgono le lezioni di liuto.